# جین یه جو
جین یه جو (کره‌ای: 진예주؛ زادهٔ ۶ اوت ۱۹۹۶) با نام تولد کیم یون سو (김연서)، بازیگر اهل کره جنوبی است.